# Jan van Deinsen
Jan van Deinsen (ur. 19 czerwca 1953 w Tiel) – holenderski piłkarz, grający na pozycji lewego pomocnika.

## Kariera klubowa
Pierwszym klubem w karierze van Deinsena był NEC Nijmegen. W jego barwach zadebiutował w 1971 roku w Eredivisie i wówczas dość udanie wprowadził się do zespołu jako 18-letni pomocnik. W pierwszym składzie występował już w następnym sezonie i doszedł z NEC do finału Pucharu Holandii, w którym jednak zespół z Nijmegen przegrał 0:2 z NAC Breda. W 1974 roku po spadku NEC do Eerstedivisie, van Deinsen przeszedł do Go Ahead Eagles. Tam spędził 2 sezony i grał w podstawowym składzie, a udany był dla niego zwłaszcza sezon 1975/1976, w którym zdobył 5 goli ligowych.
W 1976 roku van Deinsen przeszedł do Feyenoordu. W tym czasie Feyenoord nie osiągał już takich sukcesów jak wcześniej i pierwszym poważniejszym osiągnięciem van Deinsena w tym klubie było wicemistrzostwo Holandii w 1979 roku. Rok później, czyli w 1980 roku, Feyenoord z Janem na lewym skrzydle wywalczył pierwszy od 11 lat Puchar Holandii. Przez kolejne lata van Deinsen nadal był podstawowym zawodnikiem klubu z Rotterdamu, ale kolejne sukcesy nadeszły przy końcu jego kariery – w 1983 został ponownie wicemistrzem, a w 1984 mistrzem kraju, ale tylko symbolicznym, gdyż z powodu ciężkiej kontuzji ścięgna Achillesa musiał zakończyć piłkarską karierę w wieku niespełna 31 lat.
| Sezon   | Klub            | Kraj     | Rozgrywki            | Mecze | Bramki |
| ------- | --------------- | -------- | -------------------- | ----- | ------ |
| 1971/72 | NEC Nijmegen    | Holandia | Eredivisie           | 9     | 1      |
| 1972/73 | NEC Nijmegen    | Holandia | Eredivisie           | 29    | 2      |
| 1973/74 | NEC Nijmegen    | Holandia | Eredivisie           | 22    | 6      |
| 1974/75 | Go Ahead Eagles | Holandia | Eredivisie           | 19    | 2      |
| 1975/76 | Go Ahead Eagles | Holandia | Eredivisie           | 34    | 5      |
| 1976/77 | Feyenoord       | Holandia | Eredivisie           | 33    | 4      |
| 1977/78 | Feyenoord       | Holandia | Eredivisie           | 8     | 0      |
| 1978/79 | Feyenoord       | Holandia | Eredivisie           | 23    | 5      |
| 1979/80 | Feyenoord       | Holandia | Eredivisie           | 30    | 3      |
| 1980/81 | Feyenoord       | Holandia | Eredivisie           | 23    | 2      |
| 1981/82 | Feyenoord       | Holandia | Eredivisie           | 32    | 9      |
| 1982/83 | Feyenoord       | Holandia | Eredivisie           | 15    | 0      |
| 1983/84 | Feyenoord       | Holandia | Eredivisie           | 0     | 0      |
|         |                 |          | Łącznie w Eredivisie | 277   | 39     |

## Kariera reprezentacyjna
W 1976 roku van Deinsen został powołany do reprezentacji Holandii na mistrzostwa Europy w Jugosławii, nie mając jeszcze na koncie debiutu w reprezentacji. Był jednak tylko rezerwowym i nie zagrał żadnego meczu. Z Holandią doszedł do półfinału i wywalczył symboliczny brązowy medal za 3. miejsce. W kadrze zadebiutował dopiero 4 lata później, 10 września 1980 w przegranym 1:2 wyjazdowym meczu z Irlandią. Był to zarazem jego jedyny mecz w kadrze Holandii.

## Kariera trenerska
Po zakończeniu kariery piłkarskiej van Deinsen został trenerem. Szkolił między innymi drużynę TOP Oss, a następnie był asystentem trenera SBV Vitesse. Natomiast od lipca 2006 jest asystentem selekcjonera reprezentacji Trynidadu i Tobago, Wima Rijsbergena.